# Пек Джон Соп
Пек Джон Соп (кор. 백종섭; 5 липня 1980) — південнокорейський боксер, призер Азійських ігор, чемпіон Азії.

## Аматорська кар'єра
На чемпіонаті Азії 2002 програв у першому бою.
На Азійських іграх 2002 завоював срібну медаль.
- В 1/8 фіналу переміг Віктора Рамоса (Східний Тимор) — RSCO
- У чвертьфіналі переміг Пічай Сайотха (Таїланд) — RSCO
- У півфіналі переміг Руслана Муссінова (Казахстан) — 29(+)-29
- У фіналі програв Ділшоду Махмудову (Узбекистан) — 17-27

На чемпіонаті світу 2003 переміг двох суперників, а у чвертьфіналі програв Маріо Кінделану (Куба) — 14-30.
На чемпіонаті Азії 2004 переміг чотирьох суперників і став чемпіоном.
На Олімпійських іграх 2004 переміг Дьюлу Кате (Угорщина) — 30-23 і Уранчимегійн Менх-Ердене (Монголія) — 33-22, а у чвертьфіналі програв Аміру Хану (Велика Британія) — RSC.
На чемпіонаті світу 2005 переміг Димитра Щилянова (Болгарія), Філіпа Палича (Хорватія), Сельчука Айдина (Туреччина), а у чвертьфіналі програв Йорденісу Угасу (Куба) — 16-34.
На Азійських іграх 2006 програв у першому бою Уранчимегійн Менх-Ердене (Монголія).
На Олімпійських іграх 2008 переміг Пічай Сайотха (Таїланд) — 10-4 і не вийшов у чвертьфіналі проти Грачика Джавахяна (Вірменія).